# George Henry Peters

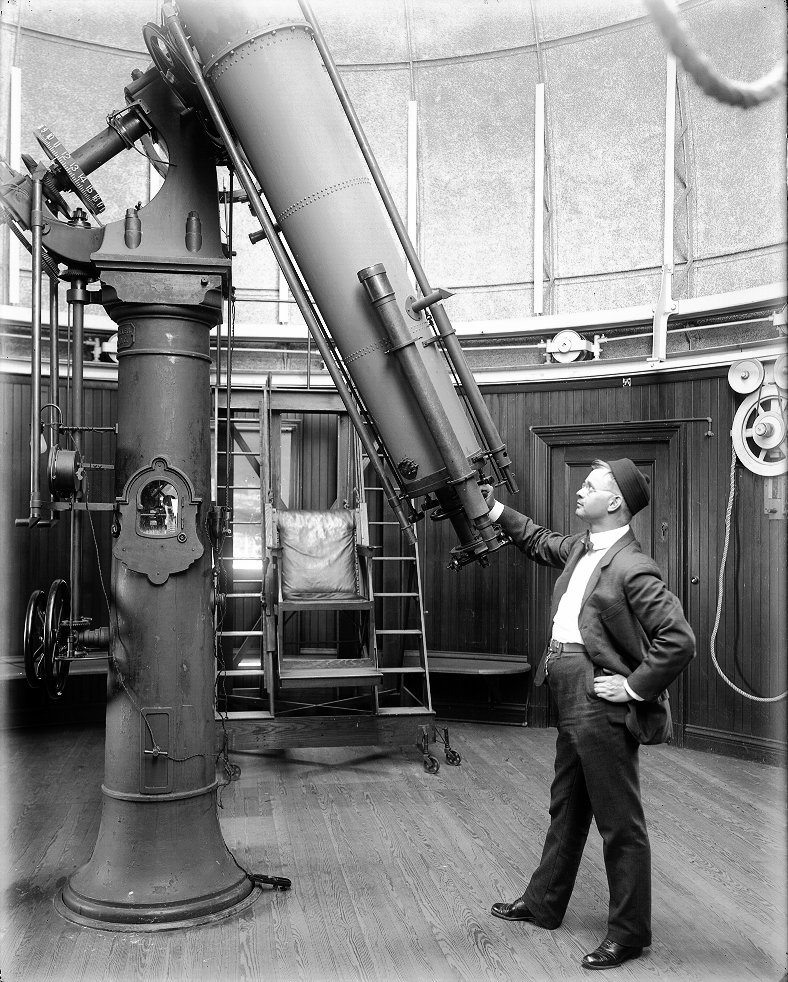
George Henry Peters u 12. palcového teleskopu na observatoři United States Naval Observatory okolo roku 1920, archiv U.S. Naval Observatory Library

George Henry Peters (1863 – 18. října 1947 Washington, D. C.) byl americký astronom a fotograf.
Pracoval u společnosti U.S. Naval Observatory jako astrofotograf, objevil tři asteroidy a fotografoval sluneční koróny.
Objevené asteroidy: 3
- 536 Merapi, 11. května, 1904
- 886 Washingtonia, 16. listopadu, 1917
- 980 Anacostia, 21. listopadu, 1921